# شركة داون تاون السعودية
شركة داون تاون السعودية هي إحدى شركات صندوق الاستثمارات العامة في المملكة العربية السعودية، أعلن عن إطلاقها ولي العهد الأمير محمد بن سلمان رئيس مجلس إدارة صندوق الاستثمارات العامة في 3 أكتوبر 2022، وتهدف لإنشاء وتطوير مراكز حضرية ووجهات متعددة ومتنوعة في أنحاء المملكة وتعمل على تطوير البنية التحتية للمدن، وتعزيز الشراكات الاستراتيجية مع القطاع الخاص والمستثمرين.

## المشاريع
ستنطلق مشاريع الشركة في 12 مدينة وهي: المدينة المنورة، الخُبر، الأحساء، بريدة، نجران، جيزان، حائل، الباحة، عرعر، الطائف، دومة الجندل، وتبوك. حيث تنوي العمل على تطوير أكثر من 10 ملايين متر مربع لمشاريعها المصممة وفق الطابع الحديث والمُستمد من روح مناطق المملكة وثقافتها، ونسيجها العمراني المحلي، مع مراعاة تطبيق أحدث المعايير المعتمدة.

## مجلس الإدارة
يتكوّن مجلس الإدارة من:
| العضو                     | العضوية                | الجهة                                             |
| ------------------------- | ---------------------- | ------------------------------------------------- |
| إبراهيم بن محمد السلطان   | رئيس مجلس الإدارة      | مستشار في الديوان الملكي السعودي                  |
| فواز بن عبد العزيز الحكير | نائب رئيس مجلس الإدارة | رجل أعمال                                         |
| بدر بن حمود البدر         | عضو                    | الرئيس التنفيذي لمؤسسة مسك                        |
| ريتيش أغاروال             | عضو                    | المؤسس والرئيس التنفيذي لشركة أويو رومز           |
| نايف بن صالح الحمدان      | عضو                    | ممثل لصندوق الاستثمارات العامة                    |
| كريستوفر تشوا             | عضو                    | المؤسس لشركة أوتكومست لمتد                        |
| فهد بن خالد السعود        | عضو                    | الشريك المؤسس والرئيس التنفيذي لشركة ألفا كابيتال |
| عبدالله البلوي            | عضو                    | ممثل لصندوق الاستثمارات العامة                    |

## وصلات خارجية
- الموقع الرسمي